# USS Gayety (AM-239)
USS Gayety (AM-239) – trałowiec typu Admirable służący w United States Navy w czasie II wojny światowej. Służył na Pacyfiku.
Stępkę okrętu położono 14 listopada 1943 w stoczni Winslow Marine Railway & Shipbuilding Co. w Winslow (Washington). Zwodowano go 19 marca 1944, matką chrzestną była Janice Morgan. Jednostka weszła do służby 23 września 1945, pierwszym dowódcą został Lt. Comdr. John R. Row.
Brał udział w działaniach II wojny światowej. Oczyszczał z min wody Dalekiego Wschodu po wojnie. Przekazany Republice Wietnamu 17 kwietnia 1962. służył jako „Chi Lang II” (HQ-8). W 1975 uciekł na Filipiny. Przemianowany na „Magat Salamat” (PS 19).